# Андерсон, Пол Томас
Пол Томас Андерсон (англ. Paul Thomas Anderson, род. 26 июня 1970, Студио-Сити, Лос-Анджелес, Калифорния), также известный под инициалами ПТА — американский кинематографист, снявший девять высоко оценённых полнометражных фильмов. Картины Андерсона — зачастую психологические драмы, повествующие о несовершенных и отчаянных персонажах и сочетающие в себе темы семейного неблагополучия, отчуждения, одиночества и искупления, а также смелые визуальные приёмы с использованием постоянно движущейся камеры и длинных планов. Андерсон является одиннадцатикратным номинантом на премию «Оскар», трёхкратным номинантом на премию «Золотой глобус», восьмикратным номинантом на премию BAFTA (и лауреатом одной награды), а также обладателем Серебряного льва Венецианского кинофестиваля, режиссёрской награды Каннского киновестиваля и Золотого и Серебряного медведей Берлинского кинофестиваля.
Пол Томас Андерсон дебютировал в полнометражном кино с картиной «Роковая восьмёрка» (1996). Его встретили критический и коммерческий успех с фильмом «Ночи в стиле буги» (1997) и более широкое признание с лентой «Магнолия» (1999) и романтической комедийной драмой «Любовь, сбивающая с ног» (2002). Пятая работа Андерсона, эпическая драма «Нефть» (2007) о нефтедобытчике во время нефтяного бума в Южной Калифорнии, часто признаётся одной из величайших картин 2000-х годов. За этим последовали фильмы «Мастер» (2012), «Врождённый порок» (2014), «Призрачная нить» (2017) и «Лакричная пицца» (2021).
Андерсон выступал постановщиком нескольких музыкальных клипов для многих артистов, включая Фиону Эппл, Radiohead, Haim, Джоанну Ньюсом, Эйми Манн, Джона Брайон и Майкла Пенна. Он срежиссировал документальный фильм Джунун (2015) о создании одноимённого альбома в Индии. В 2019 году снял короткометражный музыкальный фильм Anima с Томом Йорком в главной роли.
Пол Томас Андерсон также известен многочисленными сотрудничествами с актёрами Мелорой Уолтерс, Джоном Кристофером Райли и покойными Филипом Бейкером Холлом и Филипом Сеймуром Хоффманом; оператором Робертом Элсвитом; дизайнером костюмов Марком Бриджесом; и композиторами Джоном Брайоном и Джонни Гринвудом.

## Биография
Пол Томас Андерсон родился 26 июня 1970 года в Студио-Сити (штат Калифорния), в семье Эдвины Гаф и Эрни Андерсона. Эрни Андерсон был телеактёром, а также работал диктором канала «Эй-би-си» и вёл ночное хоррор-телешоу под названием «Гоуларди» на кливлендском телевидении. Пол Андерсон вырос в долине Сан-Фернандо, где он посещал множество школ, включая школу Бакли в Шерман Оакс, школу Джона Томаса Дая, академию Крушинг и Монтиклэр Преп. Также он учился в Нью-Йоркском университете, но вскоре бросил учёбу.
Андерсон занялся кинопроизводством ещё в молодом возрасте, начав снимать на отцовскую видеокамеру в 12 лет. Впоследствии он стал использовать 8-мм киноплёнку, и осознал, что видео было удобнее. В 17 лет он начал экспериментировать с 16-мм камерой Bolex. Будучи учеником средней школы, в 1988 году, он снял свой первый получасовой псевдодокументальный фильм под названием «История Дирка Дигглера» (англ. The Dirk Diggler Story), рассказывающий историю известного порноактёра. Прототипом главного героя фильма (Дирка Дигглера) стал порноактёр Джон Холмс, который впоследствии также стал и протагонистом в фильме Андерсона «Ночи в стиле буги».

### 1990-е
После краткого курса английского языка в Эмерсон-колледж и ещё более кратковременного посещения Нью-Йоркского университета Андерсон начал работать в качестве производственного ассистента на съёмках телевизионных фильмов, музыкальных видеоклипов и телеигры в Лос-Анджелесе и Нью-Йорке. В 1992 году он приступил к съёмкам своей второй короткометражной ленты «Сигареты и кофе» (англ. Cigarettes & Coffee), в которую входили пять сценок во время обеда. Фильм был впервые показан на большом экране в 1993 году на фестивале «Сандэнс», где сразу получил признание. Через несколько лет он снял свой первый полнометражный фильм, «Сидни» (англ. Sydney), который был переименован в «Роковая восьмёрка» (англ. Hard Eight). «Роковая восьмёрка» впервые была показана в 1996 году в конкурсной программе Каннского кинофестиваля «Особый взгляд».
В поворотном для своей карьеры фильме «Ночи в стиле буги» (англ. Boogie Nights) Андерсон возвратился к персонажу Дирку Дигглеру, развив получасовой рассказ с дебютной плёнки до полнометражного формата. Премьера состоялась 10 октября 1997 года. Драма режиссёра Андерсона была высоко оценена критиками, однако лента не имела большого успеха в прокате. Работа стала одной из наиболее положительно оценённых фильмов года и считается одним из лучших фильмов, описывающих деятельность порноиндустрии. Лента возродила карьеру Бёрта Рейнольдса, который за роль порнорежиссёра Джека Хорнера был номинирован на «Оскар», а также возвела исполнителей главных ролей Марка Уолберга и Джулианну Мур в ранг востребованных и высокооплачиваемых актёров. В итоге фильм номинировался на три премии Американской кино-академии: за лучшую мужскую роль второго плана (Бёрт Рейнольдс), за лучшую женскую роль второго плана (Джулианна Мур) и за лучший оригинальный сценарий.
Следующим фильмом Андерсона стал сюжетный ансамбль, снятый в 1999 году, «Магнолия» (англ. Magnolia), который рассказывал о специфическом взаимодействии между людьми, живущими в долине Сан-Фернандо, в Калифорнии. Сюжет фильма строился на переплетении девяти различных сюжетных линий, которые преобразовывались в единую картину. В «Магнолии» были использованы довольно долгие операторские планы, что отличало ленту от типичных голливудских фильмов. Как и предыдущий фильм Андерсона, «Магнолия» получила три номинации на премию «Оскар»: за лучшую мужскую роль второго плана (Том Круз), за лучшую песню («Save Me», музыка и слова Эйми Манн) и за лучший оригинальный сценарий. В интервью, данном вскоре после премьеры фильма, Андерсон заявил: «… я и вправду считаю, что „Магнолия“, к счастью или нет, является лучшим фильмом, который я когда-либо создам» (англ. ... what I really feel is that Magnolia is, for better or worse, the best movie I'll ever make).

### 2000-е

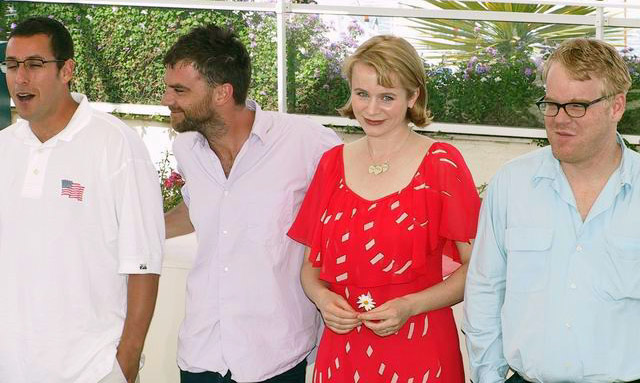
Адам Сэндлер, Пол Томас Андерсон, Эмили Уотсон и Филип Сеймур Хоффман на Каннском кинофестивале в 2002 году

После релиза «Магнолии» Андерсон заявил, что он хотел бы поработать с комиком Адамом Сэндлером в ближайшем будущем и что его следующий фильм будет длительностью в 90 минут. В итоге им стала выпущенная в 2002 году романтическая комедия, частично основанная на истории Дэвида Филлипса (известного как «Парень-пудинг»), «Любовь, сбивающая с ног», в которой снялся Адам Сэндлер. Сюжет фильма повествовал о маленьком бизнесмене (Сэндлер) с проблемами в контроле агрессии, который, находясь под гнётом семи сестёр, встречает свою любовь (Уотсон). Сэндлер получил за исполнение роли положительные оценки от критиков. Фильм стал его первым отходом от мейнстримовых комедий, сделавших его известным. Роджер Эберт в рецензии на фильм отметил, что «Сэндлер, освобождённый от формульных ограничений, открывает неожиданную актёрскую глубину. Смотря этот фильм, можно представить его в ролях Денниса Хоппера. В нём есть темнота, одержимость и сила» (англ. Sandler, liberated from the constraints of formula, reveals unexpected depths as an actor. Watching this film, you can imagine him in Dennis Hopper roles. He has darkness, obsession and power). На Каннском кинофестивале 2002 года фильм выиграл приз за лучшую режиссуру и был номинирован на Золотую пальмовую ветвь.
Наиболее известным фильмом Андерсона стала вольная адаптация романа Эптона Синклера «Нефть!» (англ. Oil!). Хотя в оригинале фильм был назван цитатой из Библии «И будет кровь» (англ. There Will Be Blood), в России он вышел под названием «Нефть». Фильм был довольно успешен: при бюджете в 25 миллионов долларов в мировом прокате он собрал 76,1 миллион долларов. Ещё до начала съёмок режиссёр упоминал, что хотел бы поработать с английским актёром Дэниелом Дэй-Льюисом, который в итоге за исполнение главной роли в фильме получил свой второй «Оскар». За роль Илая Санди в фильме Пол Дано (который также играл и брата Илая, Пола Санди) был номинирован на премию BAFTA за лучшую мужскую роль второго плана. Сам Андерсон номинировался на премию Гильдии режиссёров Америки. Помимо этого, фильм выдвигался на соискание восьми статуэток «Оскар», конкурируя с лентой братьев Коэнов «Старикам тут не место». Лично Андерсон выдвигался в трёх номинациях: лучшая режиссура, лучший фильм года и лучший адаптированный сценарий (во всех трёх случаях награды отошли братьям Коэнам). Фильм получил положительные оценки критиков и был назван одним из лучших фильмов десятилетия.

### 2010-е
В декабре 2009 года журнал «Variety» сообщил, что Андерсон работает над новым сценарием, который носит рабочее название «Мастер» (англ. The Master) и повествует о «харизматичном интеллектуале», который основывает свою религию в 1950-х годах. Хотя в фильме отсутствуют отсылки к самому религиозному движению, предполагается, что оно основано на саентологии. Сообщалось, что актёр Филип Сеймур Хоффман, который довольно часто появлялся в фильмах режиссёра, должен будет сыграть в фильме главную роль. По слухам, вместе с Хоффманом в фильме должны были сыграть Риз Уизерспун и Джереми Реннер, что позже, однако, было опровергнуто. В сентябре 2010 года Джереми Реннер заявил, что проект отложен на неопределённый срок. Позже он объявил, что более не участвует в работе над фильмом. В апреле 2011 года стало известно, что актёр Хоакин Феникс участвовал в переговорах об участии в фильме и сыграет в нём роль второго плана. Впоследствии Андерсон полностью переписал сценарий, и главным персонажем стал Фредди Куэлл в исполнении Хоакина. Премьера ленты состоялась в сентябре 2012 года на 69-м Венецианском кинофестивале, где Андерсон удостоился «Серебряного льва» за лучшую режиссёрскую работу.
Также из ряда источников сообщалось, что Андерсон приступил к экранизации романа Томаса Пинчона «Врождённый порок» (англ. Inherent Vice), где в главной роли снова будет сниматься Хоакин Феникс. В феврале 2011 года стало известно, что Меган Эллисон (дочь миллиардера Ларри Эллисона) будет финансировать оба текущих проекта Андерсона. После выхода в прокат в декабре 2014 года фильм получил две номинации на 87-ю премию «Оскар», в том числе за лучший адаптированный сценарий и лучший дизайн костюмов.
В 2015 году Андерсон снял документальный фильм «Джунун» о создании альбома композитором и гитаристом Radiohead Джонни Гринвудом, продюсером Radiohead Найджелом Годричем, израильским композитором Шай Бен Цуром и группой индийских музыкантов. Большинство выступлений было записано в форте Мехрангарх XV века в Раджастхане. Премьера «Джунун» состоялась на Нью-Йоркском кинофестивале 2015 года.
Восьмой полнометражный фильм Андерсона «Призрачная нить», действие которого происходит в лондонской индустрии моды в 1954 году, вышел на экраны в конце 2017 года. Дэй-Льюис снялся в своей последней на сегодняшний день роли в кино, после предпоследнего фильма «Линкольн». В актёрский состав также вошли Лесли Мэнвилл, Вики Крипс и Ричард Грэм. Focus Features распространяла фильм в США, а Universal занималась международной дистрибуцией. Основные съемки начались в январе 2017 года. Фильм получил шесть номинаций на 90-ю премию «Оскар», выиграв одну за лучший дизайн костюмов.

### 2020-е
Следующий фильм Андерсона был анонсирован 18 декабря 2019 года. Его действие происходит в 1970-х годах, главный герой — школьник, который становится актёром. Производство началось в августе 2020 года. Фильм получил название «Лакричная пицца». Он вышел в ограниченный прокат 26 ноября 2021 года, в широкий прокат — 25 декабря.
В 2022 году началась работа над фильмом, получившим позже название «Одна битва за другой». Его премьера должна состояться в 2025 году.

## Вдохновения и стиль
Андерсон, наравне с Квентином Тарантино, Уэсом Андерсоном, братьями Коэн, Стивеном Содербергом, Ричардом Линклейтером и Спайком Джонзом, является одним из представителей поколения «кинематографистов-самоучек» (англ. self taught filmmakers), которые изучали режиссёрское ремесло не в киношколах, а просматривая тысячи фильмов на видеокассетах. Андерсон называет Мартина Скорсезе, Макса Офюльса, Стэнли Кубрика, Орсона Уэллса, Роберта Олтмена и Джонатана Демми своими главными вдохновителями в режиссуре.
Фильмы Андерсона узнаваемы прежде всего тем, что их действие происходит в долине Сан-Фернандо с большим числом действующих лиц, имеющих довольно реалистичные и порочные характеры. Персонажи его фильмов имеют дело с такими темами, как семейное неблагополучие, отчуждение, одиночество, сожаление, шанс и судьба, поиски места, которое можно назвать «домом», и призраки прошлого. Андерсон подчёркивает взаимосвязи своих героев, в то время как изменчивые обстоятельства затрагивают хрупкие стороны их жизни.
Стиль Андерсона узнаваем благодаря развёрнутому изложению, особому визуальному стилю, постоянно движущейся камере, визуальной задержке долгих планов, основанных на системе стэдикам, зачастую использование запоминающейся музыки и аудиовизуальные образы, которые не придерживаются законов физической природы.
В первых четырёх художественных фильмах у Андерсона фигурировал схожий актёрский состав. Так, актёр Филип Сеймур Хоффман (вплоть до смерти в 2014 году) появлялся во всех работах Андерсона, за исключением «Нефти»; Мелора Уолтерс, Луис Гусман, Филип Бейкер Холл и Джон Кристофер Рэйли снялись в трёх. Остальные исполнители ролей «Ночи в стиле буги», такие как Уильям Мэйси и Джулианна Мур, также снялись в «Магнолии». За исключением Пола Ф. Томпкинса, у которого была второстепенная роль в «Магнолии», в «Нефти» был набран абсолютно новый состав актёров. Интересно, что Роберт Элсвит был оператором во всех полнометражных работах Андерсона, за исключением «Мастера», где его сменил Михай Мэлаймаре-младший , и «Призрачная нить», где оператором выступил сам Андерсон.

## Другие проекты
В дополнение к съёмкам фильма Андерсон снял ряд музыкальных видеоклипов, в том числе для певицы Фионы Эппл (которой в титрах к «Магнолии» он выражал благодарность). Альбом Эппл When the Pawn… был написан в период тесных отношений и сотрудничества с Андерсоном, в течение которого он снял ей четыре видеоклипа (на песни «Across the Universe», «Fast as You Can», «Limp», «Paper Bag»). Также в 1997 году он поставил клип «Try» Майклу Пенну, в 1999 — музыкальное видео «Save Me» Эйми Манн, а в 2002 — «Here We Go» Джону Брайону. Помимо этого, он выступил резервным режиссёром в последнем фильме Роберта Олтмена «Компаньоны» (англ. A Prairie Home Companion). В его обязанности входило наблюдение, помощь в съёмках, а также шефство над проектом в случае недееспособности Олтмена, которому на момент съёмок было 80 лет. Андерсон не включён в титры как создатель фильма, но упомянут в конце. в разделе «Специальная благодарность…» (англ. Special thanks to...).
Андерсон снял ряд видеоклипов для группы Haim, включая четыре клипа из их последнего альбома Women In Music Pt. III. Он также снял короткометражный фильм с их живым выступлением в 2017 году под названием Valentine. Алана Хаим исполнила главную роль в фильме Андерсона «Лакричная пицца» (2021).

## Личная жизнь
С 2001 года Андерсон состоит в отношениях с актрисой и комедианткой Майей Рудольф. У пары четверо детей — дочери Перл Минни (род. 2005), Люсиль (род. 2009) и Минни Айда (род. 2013), а также сын Джек (род. 2011).

## Фильмография
| Год       |    | Русское название                                         | Оригинальное название                              | Роль                                    |
| --------- | -- | -------------------------------------------------------- | -------------------------------------------------- | --------------------------------------- |
| 1988      | ф  | История Дирка Дигглера                                   | The Dirk Diggler StoryIMDb                         | режиссёр, сценарист, оператор           |
| 1993      | ф  | Сигареты и кофе                                          | Cigarettes and CoffeeIMDb                          | режиссёр, сценарист                     |
| 1996      | ф  | Роковая восьмёрка                                        | SydneyIMDb                                         | режиссёр, сценарист                     |
| 1997      | ф  | Ночи в стиле буги                                        | Boogie NightsIMDb                                  | режиссёр, продюсер, сценарист           |
| 1998      | ф  | Особенный флагшток                                       | Flagpole SpecialIMDb                               | режиссёр, сценарист                     |
| 1999      | ф  | Магнолия                                                 | MagnoliaIMDb                                       | режиссёр, продюсер, сценарист           |
| 2000—2000 | с  | Субботним вечером в прямом эфире (Бен Аффлек/Фиона Эппл) | Saturday Night Live (Ben Affleck/Fiona Apple)IMDb  | режиссёр, сценарист                     |
| 2000      | тф | Субботним вечером в прямом эфире: Фанатик                | SNL FanaticIMDb                                    | режиссёр, сценарист                     |
| 2001      | в  | Субботним вечером в прямом эфире: лучшее Молли Шеннон    | Saturday Night Live: The Best of Molly ShannonIMDb | режиссёр                                |
| 2002      | ф  | Любовь, сбивающая с ног                                  | Punch-Drunk LoveIMDb                               | режиссёр, продюсер, сценарист           |
| 2003      | тф | Диван                                                    | CouchIMDb                                          | режиссёр                                |
| 2003      | ф  | Реклама «Человек-матрас»                                 | Mattress Man CommercialIMDb                        | режиссёр, сценарист                     |
| 2003      | ф  | Цветы и кровь                                            | Blossoms & BloodIMDb                               | режиссёр                                |
| 2007      | ф  | Нефть                                                    | There Will Be BloodIMDb                            | режиссёр, продюсер, сценарист           |
| 2012      | ф  | Мастер                                                   | The MasterIMDb                                     | режиссёр, продюсер, сценарист           |
| 2014      | ф  | Врождённый порок                                         | Inherent ViceIMDb                                  | режиссёр, продюсер, сценарист           |
| 2017      | ф  | Призрачная нить                                          | Phantom ThreadIMDb                                 | режиссёр, продюсер, сценарист, оператор |
| 2021      | ф  | Лакричная пицца                                          | Licorice PizzaIMDb                                 | режиссёр, продюсер, сценарист           |
| 2025      | ф  | Битва за битвой                                          | One Battle After AnotherIMDb                       | режиссёр, продюсер, сценарист           |

### Видеоклипы
- «Майкл Пенн: Попробуй» (1997)
- «Фиона Эппл: Через вселенную» (1998)
- «Фиона Эппл: Как можно быстрее» (1999)
- «Эйми Мэнн: Спаси меня» (1999)
- «Фиона Эппл: Хромота» (2000)
- «Фиона Эппл: Бумажный пакет» (2000)
- «Фиона Эппл: Горячий нож» (2013)
- «Джоэнна Ньюсом: Табачное поле» (2015)
- «Джоэнна Ньюсом: Дайверы» (2015)
- «Radiohead: Мечтания» (2016)
- «Том Йорк: Анима» (2019)
- «The Smile: Стена глаз» (2023)
- «The Smile: Друг друга» (2024)

## Признание и награды

### Признание и статус
Критики говорят о нём как об «одном из наиболее захватывающих талантов, появившихся в кинематографе в последнее время» (англ. one of the most exciting talents to come along in year) и «одном из высших талантов современности» (англ. among the supreme talents of today). В 2007 году журнал «Total Film» поставил Андерсона на 20-е место в списке величайших режиссёров всех времён. В 2011 году еженедельник «Entertainment Weekly» признал его 10-м величайшим режиссёром современности, охарактеризовав как «одного из наиболее динамичных постановщиков, заявивших о себе в последние 20 лет» (англ. one of the most dynamic directors to emerge in the last 20 years). В 2012 году британская газета The Guardian поставила Андерсона на первое место в списке 23 лучших режиссёров современности, отметив, что «его приверженность к ремеслу повысилась, а неприязнь к публичности и статусу знаменитости делает его одним из самых идейных кинематографистов своего времени». Три картины Пола Томаса Андерсона («Нефть», «Мастер» и «Врождённый порок») вошли в список 100 величайших фильмов XXI века по версии BBC.
Андерсон — единственный постановщик, удостоенный режиссёрских наград на трёх крупнейших мировых кинофестивалях (Канны, Берлин и Венеция).

### Награды и номинации
| Премия                              | Год  | Фильм                     | Категория                                        | Результат |
| ----------------------------------- | ---- | ------------------------- | ------------------------------------------------ | --------- |
| «Оскар»                             | 1998 | «Ночи в стиле буги»       | Лучший оригинальный сценарий                     | Номинация |
| «Оскар»                             | 2000 | «Магнолия»                | Лучший оригинальный сценарий                     | Номинация |
| «Оскар»                             | 2008 | «Нефть»                   | Лучший фильм                                     | Номинация |
| «Оскар»                             | 2008 | «Нефть»                   | Лучший режиссёр                                  | Номинация |
| «Оскар»                             | 2008 | «Нефть»                   | Лучший адаптированный сценарий                   | Номинация |
| «Оскар»                             | 2015 | «Врождённый порок»        | Лучший адаптированный сценарий                   | Номинация |
| «Оскар»                             | 2018 | «Призрачная нить»         | Лучший фильм                                     | Номинация |
| «Оскар»                             | 2018 | «Призрачная нить»         | Лучший режиссёр                                  | Номинация |
| «Оскар»                             | 2022 | «Лакричная пицца»         | Лучший фильм                                     | Номинация |
| «Оскар»                             | 2022 | «Лакричная пицца»         | Лучший режиссёр                                  | Номинация |
| «Оскар»                             | 2022 | «Лакричная пицца»         | Лучший оригинальный сценарий                     | Номинация |
| «Золотой глобус»                    | 2022 | «Лакричная пицца»         | Лучший сценарий                                  | Номинация |
| BAFTA                               | 1998 | «Ночи в стиле буги»       | Лучший оригинальный сценарий                     | Номинация |
| BAFTA                               | 2008 | «Нефть»                   | Лучший фильм                                     | Номинация |
| BAFTA                               | 2008 | «Нефть»                   | Лучший режиссёр                                  | Номинация |
| BAFTA                               | 2008 | «Нефть»                   | Лучший адаптированный сценарий                   | Номинация |
| BAFTA                               | 2013 | «Мастер»                  | Лучший оригинальный сценарий                     | Номинация |
| BAFTA                               | 2022 | «Лакричная пицца»         | Лучший фильм                                     | Номинация |
| BAFTA                               | 2022 | «Лакричная пицца»         | Лучший режиссёр                                  | Номинация |
| BAFTA                               | 2022 | «Лакричная пицца»         | Лучший оригинальный сценарий                     | Победа    |
| «Выбор критиков»                    | 2013 | «Мастер»                  | Лучший оригинальный сценарий                     | Номинация |
| «Выбор критиков»                    | 2015 | «Врождённый порок»        | Лучший адаптированный сценарий                   | Номинация |
| «Выбор критиков»                    | 2022 | «Лакричная пицца»         | Лучший режиссёр                                  | Номинация |
| «Выбор критиков»                    | 2022 | «Лакричная пицца»         | Лучший оригинальный сценарий                     | Номинация |
| «Независимый дух»                   | 1998 | «Роковая восьмёрка»       | Лучший дебютный фильм                            | Номинация |
| «Независимый дух»                   | 1998 | «Роковая восьмёрка»       | Лучший дебютный сценарий                         | Номинация |
| «Независимый дух»                   | 2015 | «Врождённый порок»        | Премия имени Роберта Олтмена                     | Победа    |
| «Спутник»                           | 1998 | «Ночи в стиле буги»       | Лучший фильм — драма                             | Номинация |
| «Спутник»                           | 1998 | «Ночи в стиле буги»       | Лучший режиссёр                                  | Номинация |
| «Спутник»                           | 1998 | «Ночи в стиле буги»       | Лучший оригинальный сценарий                     | Номинация |
| «Спутник»                           | 2000 | «Магнолия»                | Лучший режиссёр                                  | Номинация |
| «Спутник»                           | 2000 | «Магнолия»                | Лучший оригинальный сценарий                     | Номинация |
| «Спутник»                           | 2012 | «Мастер»                  | Лучший оригинальный сценарий                     | Номинация |
| «Спутник»                           | 2015 | «Врождённый порок»        | Лучший адаптированный сценарий                   | Номинация |
| «Спутник»                           | 2022 | «Лакричная пицца»         | Лучший режиссёр                                  | Номинация |
| «Спутник»                           | 2022 | «Лакричная пицца»         | Лучший оригинальный сценарий                     | Номинация |
| Берлинский кинофестиваль            | 2000 | «Магнолия»                | Золотой медведь                                  | Победа    |
| Берлинский кинофестиваль            | 2000 | «Магнолия»                | Berliner Morgenpost                              | Победа    |
| Берлинский кинофестиваль            | 2008 | «Нефть»                   | Золотой медведь                                  | Номинация |
| Берлинский кинофестиваль            | 2008 | «Нефть»                   | Серебряный медведь за лучшую режиссёрскую работу | Победа    |
| Венецианский кинофестиваль          | 2012 | «Мастер»                  | Золотой лев                                      | Номинация |
| Венецианский кинофестиваль          | 2012 | «Мастер»                  | Серебряный лев                                   | Победа    |
| Венецианский кинофестиваль          | 2012 | «Мастер»                  | Приз ФИПРЕССИ                                    | Победа    |
| Каннский кинофестиваль              | 1996 | «Роковая восьмёрка»       | Золотая камера                                   | Номинация |
| Каннский кинофестиваль              | 2002 | «Любовь, сбивающая с ног» | Золотая пальмовая ветвь                          | Номинация |
| Каннский кинофестиваль              | 2002 | «Любовь, сбивающая с ног» | Лучший режиссёр                                  | Победа    |
| «Сезар»                             | 2009 | «Нефть»                   | Лучший иностранный фильм                         | Номинация |
| «Давид ди Донателло»                | 2008 | «Нефть»                   | Лучший иностранный фильм                         | Номинация |
| «Давид ди Донателло»                | 2019 | «Призрачная нить»         | Лучший иностранный фильм                         | Номинация |
| Национальный совет кинокритиков США | 2014 | «Врождённый порок»        | Лучший адаптированный сценарий                   | Победа    |
| Национальный совет кинокритиков США | 2017 | «Призрачная нить»         | Лучший оригинальный сценарий                     | Победа    |
| Национальный совет кинокритиков США | 2021 | «Лакричная пицца»         | Лучший режиссёр                                  | Победа    |
| Премия Гильдии режиссёров США       | 2008 | «Нефть»                   | Лучший режиссёр                                  | Номинация |
| Премия Гильдии режиссёров США       | 2022 | «Лакричная пицца»         | Лучший режиссёр                                  | Номинация |
| Премия Гильдии продюсеров США       | 2008 | «Нефть»                   | Лучший фильм                                     | Номинация |
| Премия Гильдии продюсеров США       | 2022 | «Лакричная пицца»         | Лучший фильм                                     | Номинация |
| Премия Гильдии сценаристов США      | 1998 | «Ночи в стиле буги»       | Лучший оригинальный сценарий                     | Номинация |
| Премия Гильдии сценаристов США      | 2000 | «Магнолия»                | Лучший оригинальный сценарий                     | Номинация |
| Премия Гильдии сценаристов США      | 2008 | «Нефть»                   | Лучший адаптированный сценарий                   | Номинация |
| Премия Гильдии сценаристов США      | 2013 | «Мастер»                  | Лучший оригинальный сценарий                     | Номинация |
| Премия Гильдии сценаристов США      | 2022 | «Лакричная пицца»         | Лучший оригинальный сценарий                     | Номинация |